# Ninja Life
Ninja Life (シノビライフ?, Shinobi Life) è un manga shōjo scritto e disegnato da Shōko Konami, pubblicato dalla Akita Shoten su Princess dal 6 febbraio 2006 al 6 aprile 2012; l'edizione italiana è a cura della Edizioni BD, mediante la propria etichetta GP Manga, che ha pubblicato l'opera dal 27 febbraio 2011 al 27 aprile 2013.

## Trama
Beni Fujiwara è una studentessa appartenente a una famiglia molto facoltosa, tanto che in molti hanno tentato di rapirla per chiedere il riscatto ai genitori. Quando il ninja Kagetora la salva dai suoi ennesimi assalitori, Beni scambia il ragazzo per la sua nuova ed ennesima guardia del corpo; in realtà il ragazzo proviene dal passato, dove si occupava di proteggere un'antenata della stessa Beni. Con il passare del tempo, Beni e Kagetora scoprono il motivo del loro incontro, e iniziano a innamorarsi l'uno dell'altra.

## Manga

### Volumi
| Nº | Data di prima pubblicazione | Data di prima pubblicazione | Data di prima pubblicazione | Data di prima pubblicazione |
| Nº | Giapponese                  | Giapponese                  | Italiano                    | Italiano                    |
| -- | --------------------------- | --------------------------- | --------------------------- | --------------------------- |
| 1  | 16 maggio 2006              | ISBN 978-4-253-19377-1      | 27 febbraio 2011            | ISBN 978-88-6468-361-4      |
| 2  | 16 gennaio 2007             | ISBN 978-4-253-19378-8      | 27 marzo 2011               | ISBN 978-88-6468-362-1      |
| 3  | 16 agosto 2007              | ISBN 978-4-253-19379-5      | 24 aprile 2011              | ISBN 978-88-6468-363-8      |
| 4  | 14 dicembre 2007            | ISBN 978-4-253-19380-1      | 28 maggio 2011              | ISBN 978-88-6468-364-5      |
| 5  | 16 luglio 2008              | ISBN 978-4-253-19641-3      | 30 giugno 2011              | ISBN 978-88-6468-365-2      |
| 6  | 16 gennaio 2009             | ISBN 978-4-253-19642-0      | 6 agosto 2011               | ISBN 978-88-6468-451-2      |
| 7  | 16 giugno 2009              | ISBN 978-4-253-19643-7      | 10 settembre 2011           | ISBN 978-88-6468-452-9      |
| 8  | 16 novembre 2009            | ISBN 978-4-253-19644-4      | 24 settembre 2011           | ISBN 978-88-6468-453-6      |
| 9  | 14 maggio 2010              | ISBN 978-4-253-19645-1      | 22 ottobre 2011             | ISBN 978-88-6468-454-3      |
| 10 | 16 dicembre 2010            | ISBN 978-4-253-19646-8      | 19 novembre 2011            | ISBN 978-88-6468-455-0      |
| 11 | 16 giugno 2011              | ISBN 978-4-253-19647-5      | 17 dicembre 2011            | ISBN 978-88-6468-583-0      |
| 12 | 16 gennaio 2012             | ISBN 978-4-253-19648-2      | 8 settembre 2012            | ISBN 978-88-6468-849-7      |
| 13 | 15 giugno 2012              | ISBN 978-4-253-19649-9      | 27 aprile 2013              | ISBN 978-88-6634-456-8      |